# Kanton Montpellier-4
Der Kanton Montpellier-4 ist seit 1973 ein französischer Wahlkreis im Arrondissement Montpellier, im Département Hérault und in der Region Okzitanien.
Der Kanton besteht aus dem südlichen Teil der Stadt Montpellier mit 68.969 Einwohnern (Stand: 2022):
Bis zur landesweiten Neuordnung der französischen Kantone im März 2015 besaß der Kanton Montpellier-4 den INSEE-Code 3440.